# Egor Titov
Pour les articles homonymes, voir Titov.
Egor Ilitch Titov (russe : Егор Ильич Титов) est un footballeur russe né le 29 mai 1976 à Moscou, en RSFS de Russie (Union soviétique).

## Carrière
Egor Titov est connu pour son sens du jeu, sa qualité technique impressionnante mais aussi pour son sens du but. En effet, Titov jouait comme milieu offensif en soutien de l'attaquant et a inscrit 106 buts sous les couleurs du Spartak.
Titov a joué la plus grande partie de sa carrière au Spartak de 1992 à 2008, club avec lequel il a gagné 9 championnats de Russie et 3 coupes de Russie. En 2008, après plusieurs problèmes et un manque de forme important il part à Khimki. Il n'y reste qu'une saison puis part avec Andrei Tikhonov, son coéquipier au Spartak et à Khimki, à Lokomotiv Astana, au Kazakhstan et il termine deuxième du championnat kazakh.
Il a joué pour l'équipe de Russie lors de la coupe du monde de 2002 et a inscrit un but face à la Tunisie. Cependant la campagne fut un échec puisque la Russie fut éliminée au premier tour dans un groupe pourtant à sa portée. Titov connu sa dernière sélection sous l'ère Hiddink en février 2007 face aux Pays-Bas.
Titov est aussi connu pour avoir été contrôlé positif lors des éliminatoires pour l'Euro 2004 contre le Pays de Galles. Il a écopé de 12 mois de suspension ce qui le fit rater la phase finale de l'Euro 2004 auquel la Russie participa. Il n'a jamais admis s'être dopé et a incriminé les diététiciens qui n'auraient pas vérifié son alimentation.
Joueur quasi exclusif du Spartak Moscou, il a même refusé plusieurs propositions de clubs plus huppés d'Europe. En effet, l'entraîneur du Spartak Moscou a toujours refusé que Titov parte vers un autre club, malgré les avances des plus grandes équipes européennes, en particulier celles du Bayern Munich[réf. nécessaire] et de l'Atlético Madrid.
Egor Titov est maintenant retraité.

## Statistiques
| Saison                | Club                  | Championnat           | Championnat | Championnat | Coupe(s) nationale(s) | Coupe(s) nationale(s) | Compétition(s) continentale(s) | Compétition(s) continentale(s) | Compétition(s) continentale(s) | Total | Total |
| Saison                | Club                  | Division              | M.          | B.          | M.                    | B.                    | Comp.                          | M.                             | B.                             | M.    | B.    |
| 1992                  | Spartak-d Moscou      | D3                    | 6           | 0           | -                     | -                     | -                              | -                              | -                              | 6     | 0     |
| 1993                  | Spartak-d Moscou      | D3                    | 33          | 6           | -                     | -                     | -                              | -                              | -                              | 33    | 6     |
| 1994                  | Spartak-d Moscou      | D4                    | 42          | 4           | -                     | -                     | -                              | -                              | -                              | 42    | 4     |
| 1995                  | Spartak-d Moscou      | D4                    | 10          | 3           | -                     | -                     | -                              | -                              | -                              | 10    | 3     |
| Sous-total            | Sous-total            | Sous-total            | 91          | 13          | -                     | -                     | -                              | -                              | -                              | 91    | 13    |
| 1995                  | Spartak Moscou        | D1                    | 12          | 1           | 2                     | 0                     | C1                             | 1                              | 0                              | 15    | 1     |
| 1996                  | Spartak Moscou        | D1                    | 31          | 5           | 2                     | 0                     | C3                             | 6                              | 0                              | 39    | 5     |
| 1997                  | Spartak Moscou        | D1                    | 31          | 8           | 4                     | 0                     | C1+C3                          | 2+5                            | 0+2                            | 42    | 10    |
| 1998                  | Spartak Moscou        | D1                    | 29          | 6           | 5                     | 0                     | C3+C1                          | 4+7                            | 0+4                            | 45    | 10    |
| 1999                  | Spartak Moscou        | D1                    | 29          | 11          | 1                     | 0                     | C1+C3                          | 8+2                            | 1+0                            | 40    | 12    |
| 2000                  | Spartak Moscou        | D1                    | 24          | 13          | 5                     | 1                     | C1                             | 8                              | 4                              | 37    | 18    |
| 2001                  | Spartak Moscou        | D1                    | 30          | 11          | 2                     | 0                     | C1+C1                          | 4+6                            | 0                              | 42    | 11    |
| 2002                  | Spartak Moscou        | D1                    | 20          | 4           | 1                     | 0                     | -                              | -                              | -                              | 21    | 4     |
| 2003                  | Spartak Moscou        | D1                    | 29          | 9           | 6                     | 1                     | C3                             | 4                              | 0                              | 39    | 10    |
| 2004                  | Spartak Moscou        | D1                    | -           | -           | -                     | -                     | -                              | -                              | -                              | 0     | 0     |
| 2005                  | Spartak Moscou        | D1                    | 28          | 4           | 1                     | 0                     | -                              | -                              | -                              | 29    | 4     |
| 2006                  | Spartak Moscou        | D1                    | 25          | 7           | 9                     | 1                     | C1                             | 8                              | 0                              | 42    | 8     |
| 2007                  | Spartak Moscou        | D1                    | 27          | 7           | 6                     | 1                     | C3+C1+C3                       | 2+2+5                          | 1+0+3                          | 42    | 12    |
| 2008                  | Spartak Moscou        | D1                    | 9           | 0           | -                     | -                     | C3                             | 2                              | 0                              | 11    | 0     |
| Sous-total            | Sous-total            | Sous-total            | 324         | 86          | 44                    | 4                     | -                              | 76                             | 15                             | 444   | 105   |
| 2008                  | FK Khimki             | D1                    | 12          | 1           | -                     | -                     | -                              | -                              | -                              | 12    | 1     |
| 2009                  | Lokomotiv Astana      | D1                    | 24          | 6           | 3                     | 0                     | -                              | -                              | -                              | 27    | 6     |
| 2011-2012             | Arsenal Toula         | D4                    | 5           | 0           | -                     | -                     | -                              | -                              | -                              | 5     | 0     |
| Sous-total            | Sous-total            | Sous-total            | 41          | 7           | 3                     | 0                     | -                              | -                              | -                              | 44    | 7     |
| Total sur la carrière | Total sur la carrière | Total sur la carrière | 456         | 106         | 47                    | 4                     | -                              | 76                             | 15                             | 579   | 125   |

## Palmarès
Spartak Moscou
- Championnat de Russie
  - Vainqueur en 1996, 1997, 1998, 1999, 2000 et 2001.
  - Vice-champion en 2005, 2006 et 2007.
- Coupe de Russie
  - Vainqueur en 1998 et 2003.
  - Finaliste en 1996 et 2006.
- Supercoupe de Russie
  - Finaliste en 2006 et 2007.

 Lokomotiv Astana
- Championnat du Kazakhstan
  - Vice-champion en 2009.